# Меле (провинция Генуя)
Меле (итал. Mele) — коммуна в Италии, располагается в регионе Лигурия, в провинции Генуя.
Население составляет 2707 человек (2008 г.), плотность населения составляет 160 чел./км². Занимает площадь 17 км². Почтовый индекс — 16010. Телефонный код — 010.
Покровителем коммуны почитается святой Антоний Великий, празднование 17 января.

## Демография
Динамика населения:

## Администрация коммуны
- Официальный сайт: http://www.comune.mele.ge.it